# Glennhuntia glennhunti
Glennhuntia glennhunti – gatunek kosarza z podrzędu Laniatores i rodziny Phalangodidae. Jedyny znany przedstawiciel monotypowego rodzaju Glennhuntia

## Występowanie
Gatunek endemiczny dla Australii.